# أليستير بويي
أليستير بويي (بالإنجليزية: Alistair Bowie)‏ هو لاعب كرة قدم بريطاني في مركز ظهير ‏، ولد في 20 أبريل 1951 في غلاسكو في المملكة المتحدة. لعب مع نادي كوينز بارك.